# Tres Cantos
Tres Cantos er en by og kommune i det centrale Spanien i Madrid-regionen. Den har et indbyggertal på 52.932 (2024) indbyggere.